# Тимми Фейл: Допущены ошибки
«Тимми Фейл: Допущены ошибки» (англ. Timmy Failure: Mistakes Were Made) — американский комедийный фильм 2020 года, основанный на одноимённой серии книг Стефана Пастиса, дебютировавшей на Disney+. Режиссёр фильма — Том Маккарти, продюсер — Александр Досталь. Главную роль сыграл Уинслоу Фегли.

## Сюжет
11-летний мальчик, убежденный, что он лучший детектив в городе, управляет своим агентством и распутывает различные дела вместе с приятелем — гигантским полярным медведем.

## В ролях
- Уинслоу Фигли — Тимми Фейл
  - Трой Эймс в роли 4-летнего Тимми
- Офелия Ловибонд в роли Пэтти Фейл, матери-одиночки Тимми
- Уоллес Шон в роли Фредерика Крокуса, учителя Тимми
- Крейг Робинсон в роли Мистера Дженкинса, школьного консультанта, работающего с Тимми
- Кайл Борнхаймер в роли Криспина Флавиуса, бойфренда Пэтти
- Ай-Чан Кэрриер в роли Коррины Коррины, соперницы Тимми
- Хлоя Коулман в роли Молли Москинс, девушки, которая сильно влюблена в Тимми
- Кей в роли Чарльза «Ролло» Тукаса, лучшего друга Тимми
- Кейтлин Вайерхаузер в роли Фло, школьной библиотекарши
- Руби Матенко в роли Максин Шелленбергер, одноклассницы Тимми
- А. Брайан Дэниелс в роли офицера полиции Портленда

## Производство
25 апреля 2017 года стало известно, что режиссёр Том Маккарти ведет переговоры о постановке экранизации романа Стефана Пастиса для Walt Disney Pictures. Маккарти должен был написать сценарий фильма вместе с Пастисом, а Джим Уитакер должен был выступить в качестве продюсера. 8 февраля 2018 года было объявлено, что премьера фильма состоится на Disney+, потоковом сервисе Disney, который был запущен в конце 2019 года.
9 июня 2017 года было первоначально сообщено, что фильм будет проходить предварительную подготовку с 26 июня по 15 сентября 2017 года, а затем шестьдесят дней съемок пройдут в Луизиане. Фильм был поставлен с бюджетом в 42 миллиона долларов, причем 32 миллиона из них были потрачены в штате. Это включало примерно 10 миллионов долларов на зарплату Луизианы.
Съемки фильма проходили в течение недели 27 июня 2018 года в графстве Суррей, Британская Колумбия, Канада, где была построена декорация, похожая на пограничный переход между Соединенными Штатами и Канадой. Производство продолжилось в Суррее 5 июля 2018 года, на местной ярмарке в Кловердейле, где была снята сцена, где автомобиль проезжает через дом. Основная фотосъемка и дополнительные съемки проходили с 27 июля по 8 сентября 2018 года в Портленде, штат Орегон.
31 июля 2018 года Офелия Ловибонд получила роль Пэтти Фейл. 24 января 2019 года в фильме пообещал сняться Крейг Робинсон.

## Релиз
Мировая премьера фильма «Тимми Фейл: Допущены Ошибки» состоялась на кинофестивале «Сандэнс» 25 января 2020 года и была выпущена на Disney+ 7 февраля 2020 года.

## Критика
На Rotten Tomatoes фильм имеет рейтинг одобрения 88 %, со средней оценкой 7,36 / 10, основанной на 26 отзывах. Критический консенсус сайта гласит: «веселый, быстро развивающийся фильм для всех, Тимми Фейл: Допущены Ошибки прославляет силу воображения с восхитительным чувством юмора и просто правильным количеством медведей». на Metacritic фильм имеет взвешенный рейтинг 60 из 100, основанный на 9 отзывах, указывающих на «смешанный или средний».
Джон ДеФор из The Hollywood Reporter описал неудачу Тимми: ошибки были сделаны как « лучшие из оригинальных программ Disney+ с большим отрывом.»